# Varrel
Varrel er en kommune i amtet ("Samtgemeinde") Kirchdorf i Landkreis Diepholz i den tyske delstat Niedersachsen. I kommunen ligger også landsbyerne Brümmerloh og Dörrieloh.